# Ferrovia Eglisau-Neuhausen
La ferrovia Eglisau-Neuhausen è una linea ferroviaria a scartamento normale tra Svizzera e Germania.

## Storia
La ferrovia nacque per accorciare la distanza tra Sciaffusa e Zurigo, rispetto al preesistente collegamento via Winterthur. Poiché la via più diretta passava per i comuni tedeschi di Jestetten e Lottstetten, nel 1875 venne firmato un trattato tra Svizzera e Granducato di Baden per la costruzione della linea.
Dopo due anni di lavori e 6,3 milioni di franchi spesi per la costruzione la linea aprì il 1º giugno 1897, relegando la preesistente Rheinfallbahn ad un ambito locale. A gestire la linea era la Schweizerische Nordostbahn (NOB).
La NOB venne nazionalizzata il 1º gennaio 1902: le sue linee entrarono a far parte delle Ferrovie Federali Svizzere (FFS).
La linea fu elettrificata il 15 dicembre 1928, insieme alle tratte Zurigo Oerlikon-Bülach e Bülach-Eglisau.
Nel 2009 il Consiglio federale approvò la costruzione del primo raddoppio della linea, sulla tratta tra Hüntwagen-Wil e Rafz, a seguito di una legge federale del 2005 relativa al raccordo tra la rete ferroviaria elvetica ed il resto delle ferrovie europee ad alta velocità; i lavori si conclusero nel 2010; con il cambio d'orario del 9 dicembre 2012 entrò in servizio il raddoppio della tratta Jestetten Süd-Fischerhölzli, permettendo il transito di un convoglio ogni mezz'ora tra Zurigo e Sciaffusa.

## Caratteristiche
La linea, a scartamento normale, è lunga 17,91 km, è elettrificata a corrente alternata monofase con la tensione di 15.000 V alla frequenza di 16,7 Hz; la pendenza massima è del 10 per mille, il raggio minimo di curva 280 metri. È a doppio binario tra Hüntwangen-Wil e Rafz e tra Jestetten Süd e Fischerhölzli.

### Percorso
| Continuation backward |

| Station on track |

|  | Unknown route-map component "ABZgl" | Unknown route-map component "CONTfq" |

| Small bridge over water |

| Station on track |

| Station on track |

| Unknown route-map component "GRZq" + Restricted border on track |

| Station on track |

| Non-passenger station/depot on track |

| Station on track |

| Unknown route-map component "eBHF" |

| Unknown route-map component "GRZq" + Restricted border on track |

| Non-passenger station/depot on track |

| Enter and exit tunnel |

| Unknown route-map component "STRo" |

| Unknown route-map component "STRo" |

| Stop on track |

| Enter and exit tunnel |

| Unknown route-map component "CONTgq" | Unknown route-map component "ABZg+r" |  |

| Station on track |

| Continuation forward |

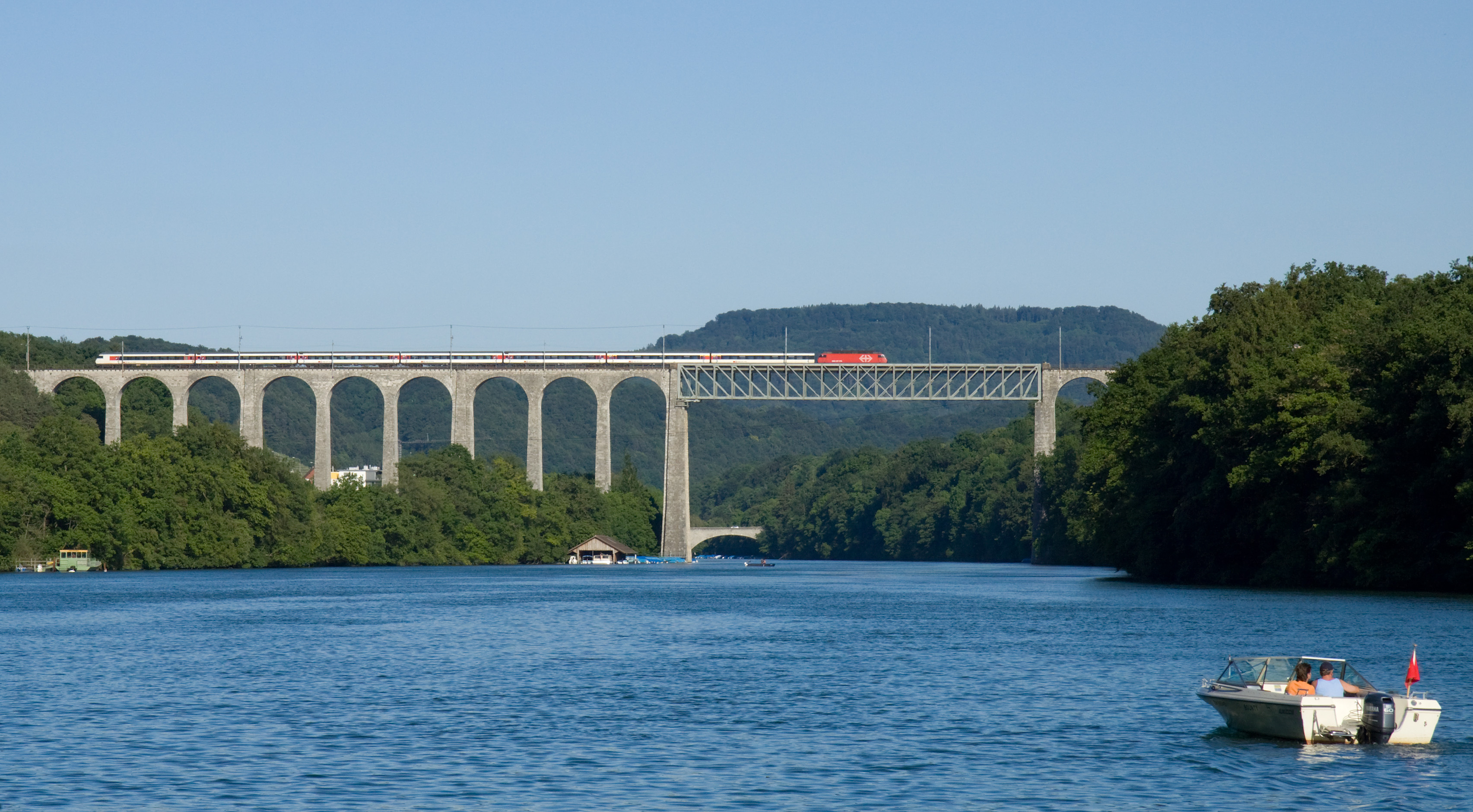
Un convoglio sul ponte sul Reno di Eglisau

La linea parte dalla stazione di Eglisau, sulla ferrovia Winterthur-Bülach-Koblenz. Viene quindi attraversato il Reno su un viadotto lungo 457 metri realizzato in muratura con sezione centrale in ferro.
Passata Rafz la ferrovia attraversa il confine tra la Germania e la Svizzera: in territorio tedesco si trovano le stazioni di Lottstetten e Jestetten. Fino al 2010 esisteva anche la fermata di Altenburg-Rheinau, soppressa per la scarsa frequentazione e per il progetto di raddoppio della linea. Secondo una convenzione tra Svizzera e Germania siglata nel 1936 i viaggiatori che attraversano il territorio tedesco senza fermarsi o senza interrompere il loro viaggio non sono soggetti a controlli doganali.
Rientrata in Svizzera la linea costeggia il Reno, effettuando (da dicembre 2015) una fermata nei pressi delle cascate del Reno prima di giungere alla stazione di Neuhausen, sulla ferrovia Winterthur-Sciaffusa.